# Cèl·lula principal
Les cèl·lules principals (també anomenades zimogèniques o peptídiques) són un tipus de cèl·lules gàstriques encarregades de la secreció de pepsinogen, lipasa gàstrica i quimosina o rennina.
Les cèl·lules principals alliberen pepsinogen (zimogen de la pepsina) quan són estimulades per diversos factors, com l'activitat colinèrgica del nervi vague i la condició àcida de l'estómac. La gastrina i la secretina també actuen com secretagogs.

## Nomenclatura
Els termes "cèl·lula principal" i "cèl·lula zimogènica" són també usats per fer referència a altres tipus de cèl·lula, com les cèl·lules principals paratiroidals.

## Característiques histològiques
Les cèl·lules principals se situen a la base de la glàndula oxíntica, al costat de les cèl·lules parietals, les quals alliberen l'àcid clorhídric necessari perquè el pepsinogen formi pepsina. S'observa que aquestes cèl·lules posseeixen grans grànuls basòfils de zimogen, més prominents en la regió apical i responsables de la secreció dels enzims proteolítics pepsinogen I i II, en forma de proenzims. Observades per microscopi electrònic, es tracta de cèl·lules característiques de síntesi de proteïnes, que tenen un extens reticle endoplasmàtic rugós, un prominent aparell de Golgi i nombrosos grànuls secretors apicals. Els enzims proteolítics s'activen pel baix pH luminal i s'inactiven pel pH superior a 6, que hi ha a l'entrada del duodè.
A causa de la gran proporció de reticle endoplasmàtic rugós que contenen, aquestes cèl·lules mostren un fort color violeta en realitzar la tinció d'HE, mostrant característiques basofíliques.